# Pablo Gaglianone
Pablo Daniel Gaglianone De Leòn (Montevideo, 25 aprile 1976) è un ex calciatore uruguaiano, di ruolo centrocampista.

## Caratteristiche tecniche
Era un centrocampista dalle caratteristiche tattiche prettamente difensive, ma dotato di un'ottima capacità realizzativa, come testimonia la quantità di gol realizzati in carriera. Il suo carattere forte ne faceva spesso il leader del centrocampo.

## Carriera
Cresciuto nel Defensor Sporting di Montevideo, passa nel 1997 al River Plate della stessa capitale uruguagia.
Parte quindi per l'avventura europea, che non si rivelerà molto fortunata: nel Torino (unica sua stagione in carriera disputata in una categoria inferiore alla prima, la Serie B) non trova spazio, i granata a fine stagione lo prestano ai greci del Kavala dove le cose non migliorano; Gaglianone si pentirà, in seguito, di non aver proseguito con il Torino.
Torna quindi Sud America diventando una sorta di "globe-trotter" del continente: gioca in Uruguay, Paraguay, Cile e Colombia.
Il ritorno al Defensor Sporting delle sue origini, nel 2007, gli regala una seconda giovinezza: in tre stagioni totalizza 65 presenze (più molte altre nelle competizioni internazionali) condite da ben 15 reti realizzate, conquistando al primo tentativo con la Violeta anche il titolo di Campione di Uruguay.
Chiude in bellezza la sua carriera con due stagioni a buon livello nelle file del River Plate di Montevideo.

## Palmarès

### Club
- Campionato uruguaiano: 1

Defensor Sporting: 2008